# عبد الرحمن مزياني
عبد الرحمن مزياني (مواليد 12 مايو 1942 في الجزائر - 2 يونيو 2016)، كان لاعب كرة قدم جزائري كان يلعب كمهاجم، كان يلعب مع الجزائر في الستينات والسبعينات.

## مسيرته
بدأ مزياني مشواره الكروي مع الفريق الناشئ لنادي مولودية الجزائر في 1955 ليلتحق بعد ذلك بنادي البريد والمواصلات ثم جمعية سانت أوجان، أكبر ناد في العاصمة خلال فترة الاحتلال الفرنسي. وبعد الاستقلال في سنة 1962 انضم إلى اتحاد الجزائر وعمره لم يتجاوز الـ20 سنة، حتى اعتزاله في سنة 1976. واستدعي مزياني إلى المنتخب الوطني الجزائري لأول مرة في 6 يناير 1963 بمناسبة المباراة الودية أمام بلغاريا حيث كان مسجل هدفها الوحيد في الدقيقة الـ80.